# Phaeochrous turcanicola
Phaeochrous turcanicola är en skalbaggsart som beskrevs av Kuijten 1986. Phaeochrous turcanicola ingår i släktet Phaeochrous och familjen Hybosoridae. Inga underarter finns listade i Catalogue of Life.